# Vladímir Aleksándrovich Pozner
Vladímir Aleksándrovich Pozner (en ruso: Владимир Александрович Познер; 24 de octubre de 1908 – 31 de julio de 1975) fue un espía ruso. De origen judío, emigró a los Estados Unidos. Durante Segunda Guerra Mundial espió para la inteligencia soviética (NKVD). Más tarde, fue contratado por el Gobierno federal de los Estados Unidos como agente doble.

## Biografía
Nacido en San Petersburgo en 1908, la familia Pozner huyó de la Rusia Soviética tras la Revolución de Octubre. El joven Vladímir Pozner simpatizó con las ideas comunistas mientras vivió en distintas ciudades de Europa. Más tarde, la familia Pozner se trasladó a Berlín Este y, por último, a Moscú, en la década de 1950. Allí trabajó como ingeniero de sonido de la industria de cine soviética. Se retiró en 1968 y al año siguiente sufrió un ataque al corazón. Pozner murió el 31 de julio de 1975, durante un vuelo de París a Moscú.
El nombre de Vladímir Pozner apareció en la portada del conocido proyecto Venona. Su apodo de colaborador-analista de la NSA/FBI fue el de «Platón» o Plato en ruso. Su hijo, Vladímir Pozner, nacido en 1934, trabajó como periodista e intérprete en los Estados Unidos, la Unión Soviética y más tarde en Rusia.

## Proyecto Venona

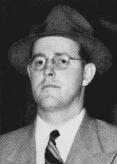
Robert J. Lamphere, agente del FBI implicado en el proyecto Venona.

El nombre de Pozner aparece descifrado en el llamado proyecto Venona:
- Documento 1131-1133 del KGB, 13 de julio de 1943.
- Documento 1930 del KGB, 21 de noviembre de 1943.